# Hayden Stoeckel
Hayden Stoeckel (Australia, 10 de agosto de 1984) es un nadador australiano especializado en pruebas de corta distancia estilo espalda, donde consiguió ser campeón olímpico en 2012 en los relevos de 4 x 100 metros estilos.

## Carrera deportiva
En los Juegos Olímpicos de Pekín 2008 ganó la medalla de bronce en los 100 metros espalda, con un tiempo de 53.18 segundos, tras los estadounidenses Aaron Peirsol (oro con 52.54 segundos que fue récord del mundo) y Matt Grevers.
En los Juegos Olímpicos de Londres 2012 ganó la medalla de bronce en los relevos de 4 x 100 metros estilos, nadando el largo de espalda, con un tiempo de 3:31.58 segundos, tras Estados Unidos y Japón (plata).